# Aldo Cigheri
Aldo Cigheri (Genova, 2 luglio 1909 – Carmignano, 13 marzo 1995) è stato un pittore, grafico e illustratore italiano. 
Ha svolto un ruolo di fondamentale importanza nel panorama artistico del XX secolo, soprattutto nel campo dell'illustrazione pubblicitaria.
Ha lasciato un'importante eredità artistica in illustrazioni pubblicitarie, suoi sono infatti i disegni di alcune delle più rilevanti campagne promozionali dedicate al turismo del Novecento, e in dipinti ad acquerello.
Nella sala consiliare del Comune di Carmignano, che gli è intitolata, si trova una mostra permanente con una trentina di sue opere che permettono di ripercorre alcune tappe fondamentali della storia d'Italia, dal turismo elitario degli anni ’30-’40 a quello di massa degli anni ’80, passando per il miracolo economico degli anni '70. 

## Opere

### Litografie
- Lake of Como (1949): Nell'opera - una litografia di 84 x 65 cm - in primo piano è rappresentato un mazzo di fiori rossi (probabilmente garofani) al cui vertice sporge un cartello di piccole dimensioni posto su un bastoncino nero, sul quale vi è la scritta "Lake of Como - Italy". In secondo piano vi è il lago di Como circondato dai verdi monti, l'opera presenta dei tratti leggermente stilizzati. Di quest'opera vi sono - al minimo - tre esemplari, in due di questi il cielo è rappresentato con un tono leggermente rosato, come se il cielo stesse tramontando, nell'altra è completamente celeste. 

### Carte Geo-pittoriche
L'autore, dal 1950 al 1956, commissionato per scopi turistici e promozionali, ha realizzato varie mappe, realizzate con la tecnica della litografia. 
- Ragusa e la sua provincia (1956): L'opera illustra la provincia di Ragusa con in evidenza i prodotti e gli elementi folcloristici più importanti e caratteristici della zona. Pubblicata a Genova presso la litografia S.A.I.G.A. nel 1956 a cura dell’Ente Provinciale per Turismo di Ragusa;
- Palermo e la sua zona turistica (1950, 23 x 30 cm): L'opera illustra Palermo e la zona circonstante, stilisticamente è simile all'opera Ragusa e la sua provincia (1956), con l'unica differenza che vi è la presenza di vignette;
- Lago Maggiore e laghi prealpini (1950, 31 x 28 cm): L'opera è centrata sul Lago Maggiore, ma mostra anche i laghi di Varese, d’Orta e di Lugano. Oltre che agli elementi folcloristici e agli edifici più importanti della zona sono evidenziate le principali vie di collegamento tra le città più importanti della zona.

| Controllo di autorità | VIAF (EN) 167521557 |